# Клаузен (Айфель)
Клаузен (нім. Klausen) — громада в Німеччині, розташована в землі Рейнланд-Пфальц. Входить до складу району Бернкастель-Віттліх. Складова частина об'єднання громад Віттліх-Ланд.
Площа — 9,22 км2. Населення становить 1413 ос. (станом на 31 грудня 2020).

## Галерея

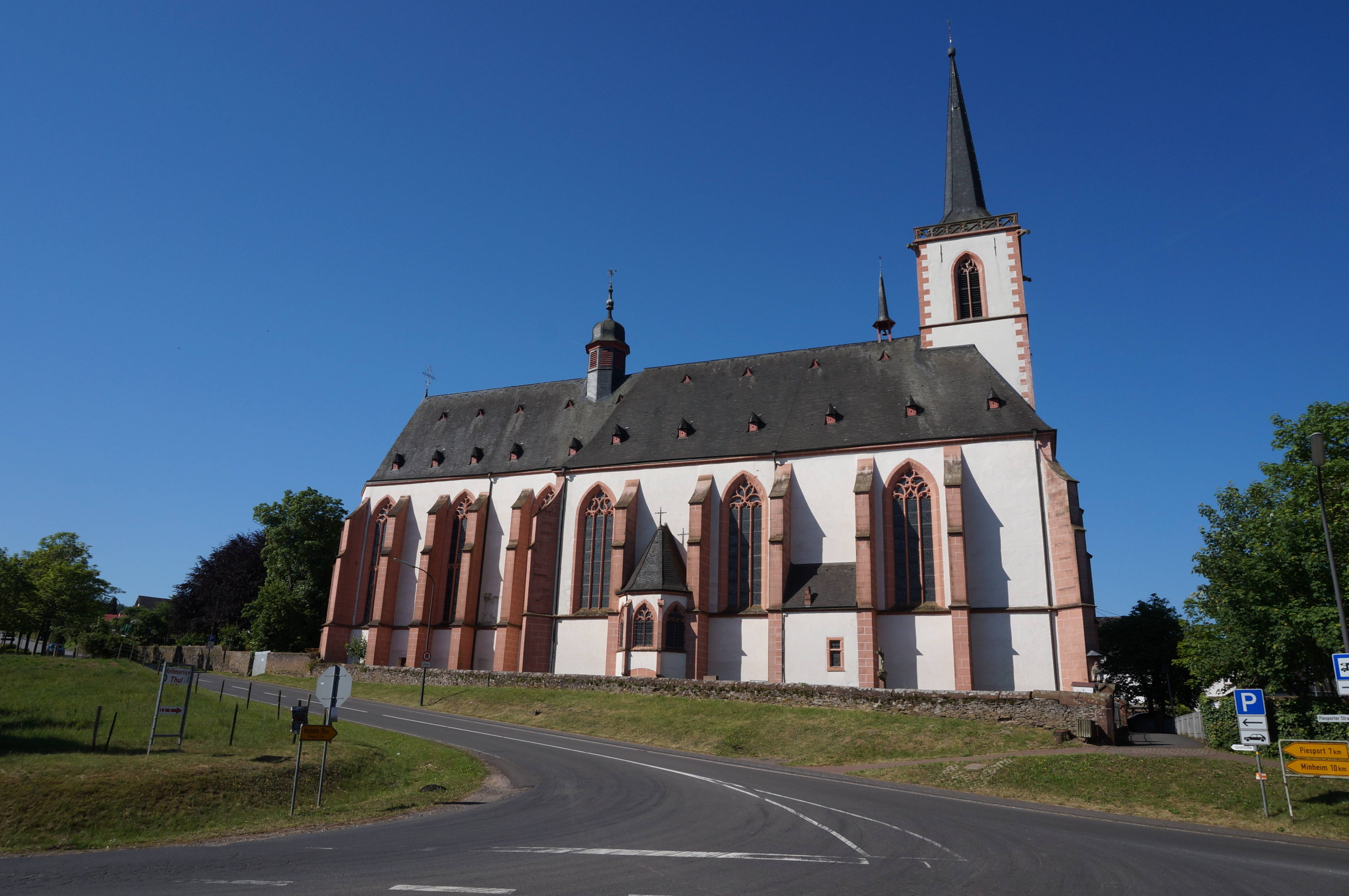
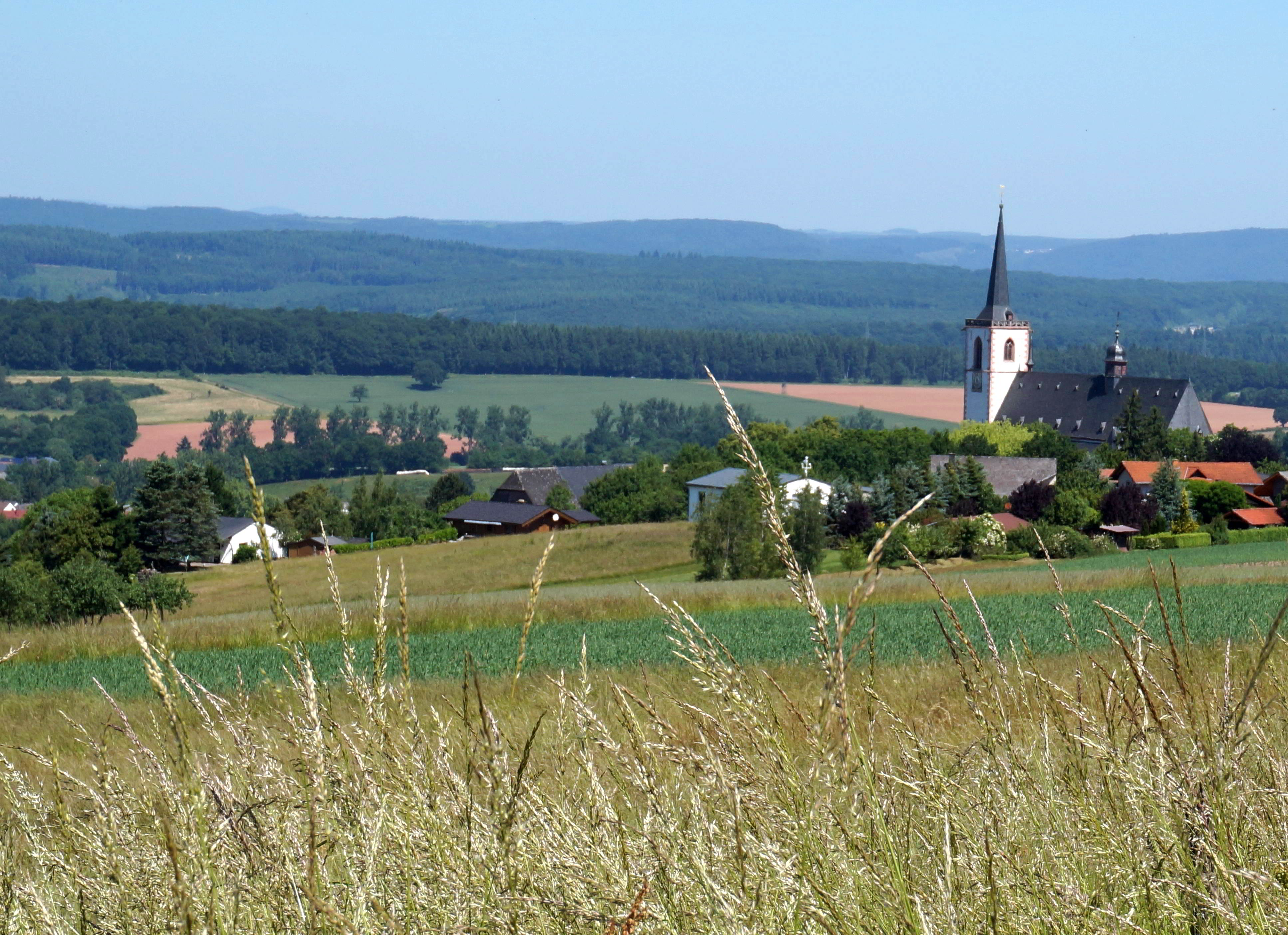